# Gmina związkowa Mendig
Gmina związkowa Mendig (niem. Verbandsgemeinde Mendig) – gmina związkowa w Niemczech, w kraju związkowym Nadrenia-Palatynat, w powiecie Mayen-Koblenz. Siedziba gminy związkowej znajduje się w mieście Mendig.

## Podział administracyjny
Gmina związkowa zrzesza pięć gmin, w tym jedną gminę miejską (Stadt) oraz cztery gminy wiejskie:
1. Bell
2. Mendig
3. Rieden
4. Thür
5. Volkesfeld